# Marcus du Sautoy
Marcus Peter Francis du Sautoy (angleška izgovorjava /dʊˈsoʊtɔɪ/), OBE, angleški matematik in popularizator matematike, * 26. avgust 1965, London, Anglija.
Du Sautoy je drugi Simonyijev profesor za javno razumevanje znanosti in profesor matematike na Univerzi v Oxfordu. Bil je član osebja Kolidža All Souls in Kolidža Wadham, sedaj pa je član New Collegea. Leta 2012 je bil predsednik britanske Matematične zveze (Mathematical Association). Pred tem je bil mlajši član EPSRC in univerzitetni raziskovalni član londonske Kraljeve družbe.
Njegovo akademsko delo se večinoma osredotoča na teorijo grup in teorijo števil. Oktobra 2008 so ga izbrali za Simonyijevega profesorja, kjer je nasledil Dawkinsa.

## Zunaje povezave
- Marcus du Sautoy na Projektu Matematična genealogija (angleško)
- Marcus du Sautoy na Twitterju
- Osebna spletna stran Arhivirano 2015-01-19 na Wayback Machine. (angleško)
- The Num8er My5teries, Marcus du Sautoy's 2006 Royal Institution Christmas Lectures (angleško)
- Dr Marcus Du Sautoy - Keynote Speaking (angleško)
- Finding Moonshine Arhivirano 2014-12-19 na Wayback Machine. Pulse Project Podcast: Finding Moonshine (18 June 2008, Oxford) (angleško)
- A Brief History of Mathematics podcast (angleško)
- Finding Moonshine na Blogger (angleško)
- Marcus du Sautoy na spletni filmski podatkovni zbirki IMDb (angleško)
- Marcus du Sautoy na TED (angleško)
  - Marcus du Sautoy: Symmetry, reality's riddle (TEDGlobal 2009) – razpoložljivo tudi na YouTube (angleško)